# Тара Уайт
Тара Уайт (на английски: Tarra White) е артистичен псевдоним на Мартина Хлавац Мраквиова (Martina Hlavacs Mrakviova, на чешки: Martina Mrakviová) – чешка порнографска актриса, режисьор на порнографски филми и телевизионен водещ.
Родена е на 19 ноември 1987 г. в град Острава, Чехословакия, днешна Чехия.

## Кариера
Дебютира като актриса в порнографската индустрия през 2005 г., няколко дни след като навършва 18 години, когато е и все още като ученичка в гимназия. Първата си секс сцена снима с чешкия порноактьор Роберт Розенбърг пред сградата на Карловия университет в Прага.
От месец май 2008 г. е водеща на голите новини Red News по чешкия телевизионен канал TV Nova. Изявява се още в телевизионна игра по полския канал Polsat Play и в еротично шоу в Италия.
Участва във видеоклипа на песента „Technotronic Flow“ на чешките рапъри Mad Skill и Rytmus.
През декември 2013 г. Тара Уайт публикува своя автобиографична книга, озаглавена „Порно и аз“.

## Личен живот
От 2012 г. живее с италианския порноактьор Джорджо Гранди. Уайт забременява от него и през март 2014 г. ражда дъщеря, наречена Шарлот.

## Награди и номинации
Носителка на индивидуални награди
- 2006: Награда Златна звезда (Еротично шоу Прага) за най-добра звезда.[8]
- 2007: Награда Златна звезда (Еротично шоу Прага) за най-добра порноактриса на Чехия.[8][20]
- 2008: Награда Златна звезда (Еротично шоу Прага) за най-добра порноактриса на Чехия.[21]
- 2008: Ninfa награда на Международния еротичен филмов фестивал в Барселона за най-добра поддържаща актриса.[22]
- 2009: Hot d'Or награда‎ за най-добра европейска изпълнителка.[23][24]
- 2009: Hot d'Or награда‎ за най-добра европейска актриса – за изпълнението на ролята ѝ във филма „Билионер“.[23][24][25][26]
- 2009: Eroticline награда за най-добра европейска актриса.[7]
- 2009: Награда Златна звезда (Еротично шоу Прага) за най-добра чешка актриса.
- 2010: Erotixxx награда за най-добра международна актриса.[27]
- 2010: Награда Златна звезда (Еротично шоу Прага) за най-добра чешка актриса.[28]

Носителка на награди за изпълнение на сцени
- 2014: AVN награда за най-добра секс сцена в чуждестранна продукция – „Наивните“ (с Алеска Даймънд, Анна Полина, Ейнджъл Пиаф, Рита, Майк Анджело).[29]

Номинации за индивидуални награди
- 2008: Номинация за AVN награда за чуждестранна изпълнителка на годината.[30]
- 2009: Номинация за AVN награда за чуждестранна изпълнителка на годината.[31]
- 2010: Номинация за AVN награда за чуждестранна изпълнителка на годината.[32]
- 2011: Номинация за AVN награда за чуждестранна изпълнителка на годината.[33]
- 2011: Номинация за AVN награда за най-добра соло секс сцена.[34][35]
- 2011: Номинация за XBIZ награда за чуждестранна изпълнителка на годината.[36]
- 2011: Номинация за Dorcel Vision награда за най-добра международна актриса.
- 2012: Номинация за AVN награда за чуждестранна изпълнителка на годината.[37]
- 2013: Номинация за AVN награда за чуждестранна изпълнителка на годината.[38][39]
- 2014: Номинация за XBIZ награда за чуждестранна изпълнителка на годината.[40]

Номинации за награди за изпълнение на сцени
- 2008: Номинация за AVN награда за най-добра секс сцена в чуждестранна продукция – „Hi-Speed Sex“ (с Тони Рибас).[41]
- 2008: Номинация за AVN награда за най-добра секс сцена в чуждестранна продукция – заедно с Грег Сентуро за изпълнението им на сцена във филма „Meet the Fuckers 5“.[41]
- 2010: Номинация за AVN награда за най-добра секс сцена в чуждестранна продукция – заедно с Начо Видал за изпълнението им на сцена във филма „Tarra White: Pornochic 17“.[32][34]
- 2011: Номинация за AVN награда за най-добра секс сцена с двойно проникване.[34]
- 2011: Номинация за AVN награда за най-добра групова секс сцена – заедно с Карла Кокс, Роко Сифреди и Йън Скот за изпълнение на сцена във филма „Тори, Тара и Боби обичат Роко“.[35][34]
- 2011: Номинация за AVN награда за най-добра секс сцена с двойно проникване – заедно с Денис Марти и Мик Блу за изпълнение на сцена във филма „Зъл анал 11“.[35]